# Мала зорица
Мала зорица (лат. Anthocharis gruneri) врста је дневног лептира из породице белаца (лат. Pieridae). Главнина популација се налази у Турској, планинама Кавказа, Малој Азији и висоравнима Јерменије, али се њен ареал распростире све до Балкана.

## Превод описа врсте
Мала зорица (A. gruneri H.-Sch.) из Грчке, јужне Турске и Мале Азије је мања него зорица (A. cardamines), иако наликује на њу по осталим карактерима: црне ознаке на врху предњих крила су шире код мужјака, јарко жута основна боја с горње стране крила. Подврста A. g. armeniaca Christ. из Мале Азије и Месопотамије је више бела када се гледа одозго, а наранџасто-црвени појас на врху крила има тамне спољне ивице. Форма homogena је изгледом негде између ове две подврсте. У близини Ангоре се може срести форма , која се разликује по мање израженим зеленкастим шарама са доње стране задњег крила и по тамном врху предњег крила код женке који је готово без икаквих шара. У Сирији где се врста среће у мањем броју јавља се и специјална подврста која је мања, одозго потпуно бела са редукованим наранџастим појасом који досеже само до црне медијалне тачке и нема тамну ивицу; доња страна задњих крила има много израженије беле шаре;  је предложио да се ова подврста назове eros".

## Присуство у Србији
Пошто је стриктно везана за медитеранско подручје на Балканском полуострву, мала зорица је изразито локална врста на крајњем југу Србије. Пронађена је тек 2011. године у кањону Суве реке у близини села Миратовац код Прешева и од тада није забележена нигде другде.

## Подврсте
- Грчка, Мала Азија, Сирија, Иран, Ирак, Кавказ
- Christoph, 1893 Висоравни Арменије
- (1921) Македонија
- (1970)
- (2009) Југозападни Иран
- (1907) Сирија

## Галерија
- из